# Хала бинт Абдалла Аль Сауд
Хала́ бинт Абдалла́ Аль Сауд (араб. هالة بنت عبدالله آل سعود‎; 1974/1975 — сентябрь 2021) — саудовская принцесса, дочь короля Абдаллы ибн Абдул-Азиза Аль Сауда и его супруги Аль Ануд Аль Файез, женщины иорданского происхождения. Принцесса вместе с сёстрами прожила в заключении, где им давали большие дозы лекарств и наркотических веществ, ставшие причиной её смерти.

## Биография
Хала бинт Абдалла Аль Сауд была дочерью короля Абдаллы ибн Абдул-Азиза и его супруги Аль Ануд Аль Файез, женщины иорданского происхождения. На момент заключения этого брака королю Абдалле было около 50 лет, а Аль Ануд 15 лет. У неё были три полнородные сестры — принцесса Сахар, принцесса Джавахер и принцесса Маха.
В 2003 году Аль Файез покинула Саудовскую Аравию и уехала в Лондон и надеялась, что дочери приедут к ней. После бегства матери Хала и её три сестры оказались в изоляции. Согласно свидетельствам, причиной этому было то, что Хала предала огласке нарушение прав человека в стране, свидетельницей которых она была в больнице Эр-Рияда. Хала и её сёстры под видом социальных работников посещали пригород Эр-Рияда и когда они рассказали отцу о бедности, то король Абдалла воскликнул : «Королевство богато и в нем нет бедных!»..
Через несколько лет после заключения врач Дуайт Бердик разговаривал с молодой женщиной и описал её как «стройную, одетую в свободную футболку и спортивные штаны, а ее темные кудри были коротко подстрижены». Последующие годы четыре принцессы прожили в заключении, о котором общественности стало известно в 2014 году. Бердик, навещавший принцесс, смотрел их медицинские карты и узнал, что им регулярно давали комбинацию валиума, ативана, ксанакса и амбиена. После смерти отца в 2015 году, принцессы потеряли все связи с журналистами и правозащитниками.
Принцесса Хала скончалась в сентябре 2021 года в возрасте 45 или 46 лет. Причиной смерти, по показаниям врачей, стало то, что Хале и её сёстрам давали кокаин, амфетамины и алкоголь, что подвергало их здоровье опасности.